# Polly Luce
Polly Luce (Indiana, 29 marzo 1905 – dicembre 1973) è stata un'attrice statunitense.

## Biografia
Nata nell'Indiana il 29 marzo 1905, Polly Luce lavorò nel teatro di rivista. Negli anni venti, prese parte ad alcuni dei grandi spettacoli musicali di Broadway, lavorando come Ziegfeld Girl e per Earl Carroll e le sue Vanities. Nella sua carriera, girò anche un paio di pellicole.

## Spettacoli teatrali
- Tell Me More (Broadway, 13 aprile 1925 - 11 luglio 1925)
- Earl Carroll's Vanities [1925] (Broadway, 6 luglio 1925-27 dicembre 1925)
- Ziegfeld Follies of 1927 (Broadway, 16 agosto 1927-7 gennaio 1928)
- Here's Howe (Broadway, 1º maggio 1928-30 giugno 1928)
- Earl Carroll's Vanities [1928] (Broadway, 6 agosto 1928-2 febbraio 1929)

## Filmografia
- Send 'em Back Half Dead, regia di Redd Davis (1933)
- Maid Happy, regia di Mansfield Markham (1933)